# Fußball-Bundesliga/Rekorde/Eintracht Frankfurt
Der Artikel Fußball-Bundesliga/Rekorde/Eintracht Frankfurt listet die vereinsspezifischen Rekorde von Eintracht Frankfurt auf, die mit Bezug auf die Zugehörigkeit zur deutschen Fußball-Bundesliga gehalten werden.
Der Verein ist aktuell Bundesligist (Stand: Saison 2025/26).

Siehe auch: 

## Vorbemerkung
Es besteht eine Unterteilung zwischen Positiv- und Negativrekorden sowie vereinsinternen Bestmarken. Weitere Rekorde, die dem Verein nicht zuzuordnen sind, werden im Hauptartikel unter „Allgemein“ gelistet. Dort bestehen zudem die Rubriken „Trainerspezifische Rekorde“, „Schiedsrichterspezifische Rekorde“ sowie „Sonstige Rekorde“. Es besteht außerdem die Möglichkeit „In nächster Zeit möglicherweise fallende Bestmarken“ im unteren Bereich der Hauptseite festzuhalten, bzw. die neuen Rekorde an die passenden Stellen einzusortieren. Wenn möglich, wird zu einem Positivrekord auch der Negativrekord als Gegenstück gelistet (und andersrum). Die Liste erhebt keinen Anspruch auf Vollständigkeit.

## Eintracht Frankfurt
Aktuelle Platzierung in der Ewigen Tabelle der Fußball-Bundesliga: Platz 7 von 58 (Stand: 34. Spieltag 2024/25)

### Positivrekorde

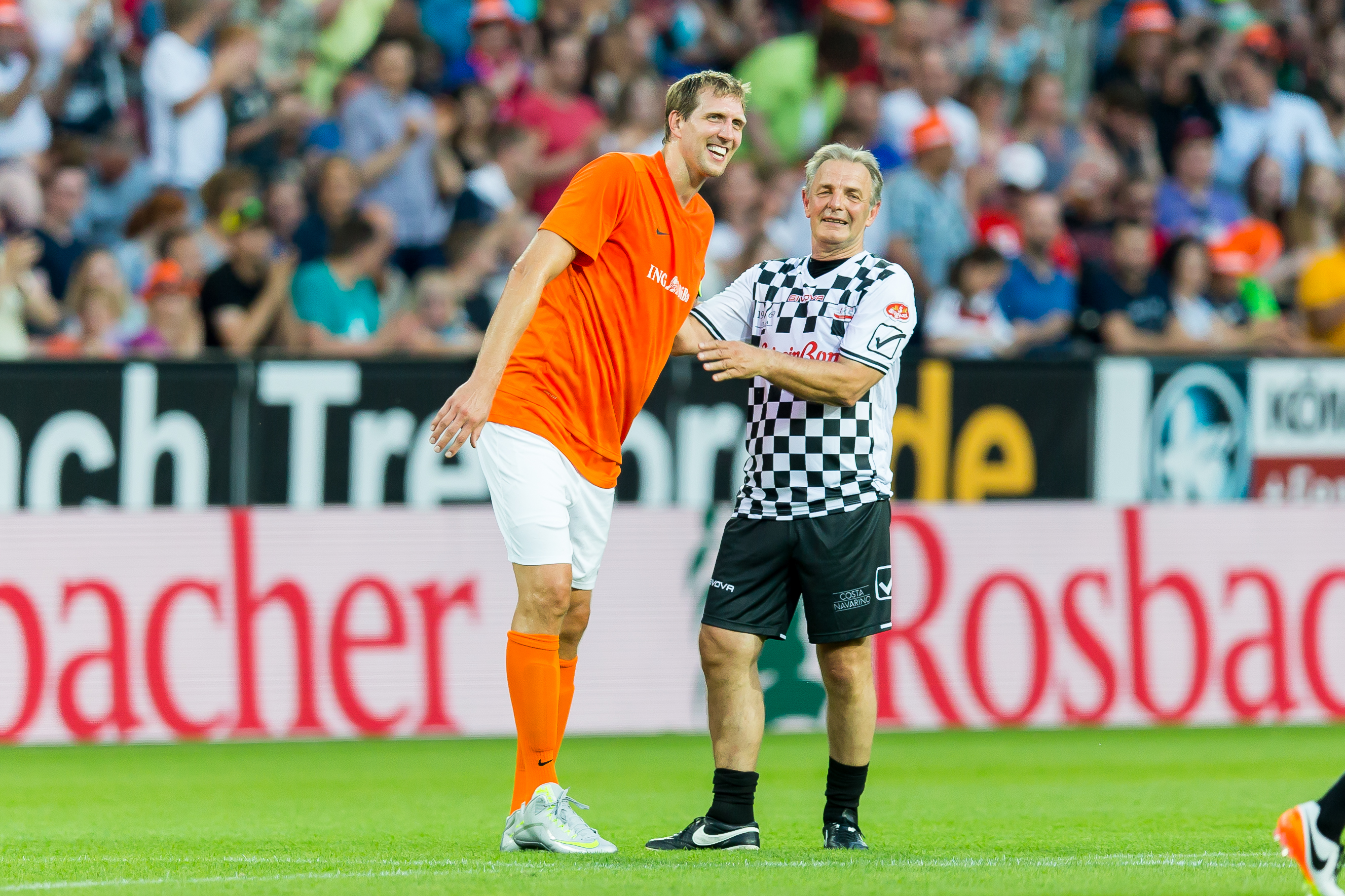
Rekordspieler: Karl-Heinz Körbel (602; mit Dirk Nowitzki, links)

- Rekordspieler: Karl-Heinz Körbel (602, Stand: Saisonende 2023/24)[2]
  - auch Spieler mit den meisten Einsätzen für nur einen Verein: Karl-Heinz Körbel (602, Stand: Saisonende 2023/24)[2]
  - auch einziger Spieler mit mindestens 600 Einsätzen: Karl-Heinz Körbel (602, Stand: 10. Spieltag 2024/25)[2]
- Spieler mit den meisten Einsätzen ohne Platzverweis: Karl-Heinz Körbel (602, Stand: 10. Spieltag 2024/25)[3]
- erster Spieler mit 500 Einsätzen: Willi Neuberger (im Alter von 40 Jahren)[4]
- Spieler, der in den meisten Spielzeiten für einen Verein zum Einsatz kam: Karl-Heinz Körbel (19 Spielzeiten; gemeinsam mit Manfred Kaltz, für den Hamburger SV und Klaus Fichtel, für Schalke 04)[5]
- schnellster Spieler: Jean-Mattéo Bahoya wurde mit 37,16 km/h gemessen (26. Spieltag 2024/25, Stand: 26. Spieltag 2024/25, seit Beginn der Datenerfassung in der Saison 2011/12)[6]
- ältester Asiat: Makoto Hasebe (40 Jahre und 121 Tage, am 18. Mai 2024, Stand: 24. Spieltag 2024/25)[7][8][9][10][11]
- ältester Japaner: Makoto Hasebe (40 Jahre und 121 Tage, am 18. Mai 2024, Stand: 24. Spieltag 2024/25)[7][8][9][10][12]
- jüngster Torhüter: Jürgen Friedl (17 Jahre und 26 Tage am 20. März 1976 gegen Hannover 96)[13][14]
- meiste unterschiedliche Spieler eingesetzt: 492 (Stand: 34. Spieltag 2024/25)[15][16][17][18][16]
- meiste unterschiedliche Torschützen: 293 (Stand: 34. Spieltag 2024/25)[19][20][21][22][23][24][25][7][26][16][27][28]
- Spieler, aus den meisten unterschiedlichen Nationen eingesetzt: 60 (Stand: 34. Spieltag 2024/25)[16]
- erster ausländischer Torschützenkönig: Jørn Andersen (1998/90, 18 Tore, Däne)[29]
- Spieler, der in einer Hinrunde eine jeweils zweistellige Anzahl an Toren sowie Torvorlagen erreichte: Omar Marmoush (15 Tore und 10 Vorlagen, 2024/25; gemeinsam mit Harry Kane, für den FC Bayern, 16 Tore und 10 Vorlagen, 2024/25; (gelang zwei Spielern in derselben Hinrunde), seit Datenerfassung der Vorlagen 1988/89)[30]
- jüngster Dreifachtorschütze: Walter Bechtold (18 Jahre und 118 Tage beim 6:1 gegen Borussia Neunkirchen am 20. November 1965)[31][32]
- Am 19. Oktober 2018 erzielte Luka Jović beim 7:1-Heimsieg gegen Fortuna Düsseldorf fünf Tore und wurde damit zum bisher jüngsten Fünffachtorschützen der Bundesliga-Geschichte.[33]
- meiste direkt verwandelte Eckstöße: 4 (Bernd Nickel, je einen aus allen 4 Ecken des Waldstadions)[34]
- meiste Tore in einem Spiel in Unterzahl erzielt: 4 (beim 4:0 gegen Hansa Rostock am 6. September 2000; gemeinsam mit Mainz 05 beim 1:5 bei der TSG 1899 Hoffenheim am 24. November 2019 und Bayern München beim 4:0 gegen den VfB Stuttgart am 20. März 2021)[35]
- ältester Debütant: Richard Kreß (38 Jahre und 171 Tage; beim 1:1 gegen den 1. FC Kaiserslautern am 24. August 1963; 1. Spieltag 1963/64)[36]
- Torschützenkönig mit den wenigsten Saisoneinsätzen: Anthony Yeboah (22 Einsätze, 1993/94)[37]
- Trainer mit den meisten Auswärtssiegen zu Beginn der Amtszeit: Ivica Horvat (4 Siege, 1964/65, gemeinsam mit Ottmar Hitzfeld, 1998/99, beim FC Bayern)[38]
- meiste Punkte eines Trainers nach den ersten 11 Spielen zu Beginn der Amtszeit: 29 (Klaus Toppmöller, 1993/94; gemeinsam mit 2 Trainern des FC Bayern, Vincent Kompany (1. bis 11. Spieltag 2024/ok 25) und Pep Guardiola (1. bis 11. Spieltag 2013/14), Stand: 11. Spieltag 2024/25)[39][40]
- erster Chinese: Yang Chen (1998)[41]

### Negativrekorde
- meiste Niederlagen: 705 (Stand: 34. Spieltag 2024/25)[42][1]
- geriet in den meisten Bundesliga-Spielen in Rückstand: in 1064 Spielen (Stand: 34. Spieltag 2024/25)[43]
- schnellster Platzverweis (auf dem Platz verbrachte Zeit): Marcel Titsch-Rivero (für Eintracht Frankfurt bei Borussia Dortmund am 14. Mai 2011) 43 Sekunden nach seiner Einwechslung[44]
- meiste Strafstöße verursacht: 281 (Stand: 26. Spieltag 2024/25)[45][46]
- meiste Gegentore durch einen ausländischen Spieler in einem Spiel kassiert: 5 Tore (durch Atli Eðvaldsson, Isländer, bei der 1:5-Niederlage bei Fortuna Düsseldorf, am 4. Juni 1983; gemeinsam mit dem VfL Wolfsburg der durch Robert Lewandowski, Pole, vom FC Bayern, bei der 1:5-Heimniederlage, am 22. September 2015)[47][48]
  - auch erster Verein, der 5 Gegentore durch einen ausländischer Spieler in einem Spiel kassierte: durch Atli Eðvaldsson (Isländer, bei der 5:1-Niederlage bei Fortuna Düsseldorf, am 4. Juni 1983)[47]
- siehe auch unter Sonstige Rekorde

### Vereinsintern
- Rekordtorhüter: Kevin Trapp (293 Einsätze, Stand: 34. Spieltag 2024/25)[49][50]
- Rekordtorschütze: Bernd Hölzenbein (160 Tore)[51]
- meiste Eigentore: Marco Russ (5, Stand: Saisonende 2024/25)[52]
- Rekordausländer: Makoto Hasebe (235 Einsätze, Japaner, Stand: 34. Spieltag 2024/25)[8]
- ältester Spieler: Makoto Hasebe (40 Jahre und 92 Tage, Stand: 34. Spieltag 2024/25)[8][9][53][54][10]
- ältester Torhüter: Uli Stein (39 Jahre und 168 Tage, Stand: 34. Spieltag 2024/25)[9][55]
- jüngster Strafstoß-Schütze: Andreas Möller (19 Jahre und 5 Tage, am 6. September 1986, gegen den 1. FC Kaiserslautern, verwandelt, Stand: 34. Spieltag 2024/25)[56]
- jüngster Eigentorschütze: Vladimir Maljković (18 Jahre und 120 Tage, zum zwischenzeitlichen 0:1, bei der 1:4-Niederlage beim VfB Stuttgart, am 12. Dezember 2000, am 17. Spieltag 2020/21, Stand: 20. Spieltag 2024/25)[57]
- jüngster Spieler mit 50 Einsätzen: Karl-Heinz Körbel (19,42 Jahre, gegen Werder Bremen, am 32. Spieltag 1973/74)[58]
- jüngster Spieler mit 100 Einsätzen: Karl-Heinz Körbel (20 Jahre und 363 Tage)[59]
- Trainer mit den meisten Siegen: Dietrich Weise (73, Stand: 28. Spieltag 2022/23)[60]
- meiste Siege in Folge: 7 (31. Spieltag 1965/66 bis 3. Spieltag 1966/67)[61]
- meiste Unentschieden in Folge: 5 (2022)[62]
- meiste Heim-Unentschieden in Folge: 4 (mehrfach, auch 24., 26., 28. und 30. Spieltag 2022/23)[63]
- meiste Spiele in Folge ohne Sieg: 16 (1983/84)[64]
- meiste Siege gegen einen anderen Gegner: 39 (gegen Werder Bremen, Stand: 11. Spieltag 2024/25)[65][66]
- meiste Auswärtsniederlagen gegen einen anderen Gegner: 19 (gegen den FC Bayern, Stand: 13. Spieltag 2023/24)[67]
- meiste Minuten in Folge ohne Gegentreffer: Dirk Heinen (416, 1999/00, Stand: 25. Spieltag 2024/25)[68]
- längste Zeit ohne Torerfolg: 793 Minuten (2010/11)[69]
- meiste Punkte in einer Hinrunde: 34 (1993/94, nach Dreipunkteregel, Stand: 17. Spieltag 2024/25)[70]
- meiste Tore nach den ersten 50 Einsätzen: 34 (André Silva)[71]
- meiste Einsätze, ohne je durchgespielt zu haben: 31 (Christoph Westerthaler wurde bei jedem seiner Einsätze ein- und/oder ausgewechselt, Stand: 20. Spieltag 2023/24)[72][73]
- meiste Platzverweise: 3 (mehrfach, auch Tuta, Stand: 28. Spieltag 2023/24)[17]
- meiste Siege nach den ersten 26 Spieltagen: 14 (1979/80, Stand 26. Spieltag 2024/25)[74][75]
- meiste Siege nach den ersten 29 Spieltagen: 15 (2×, auch 2024/25, Stand 29. Spieltag 2024/25)[76]
- meiste Tore nach den ersten 5 Spieltagen: 6 (Omar Marmoush, 2024/25, Stand: 11. Spieltag 2024/25)[24]
- meiste Tore nach den ersten 6 Spieltagen: 8 (Omar Marmoush, 2024/25, Stand: 11. Spieltag 2024/25)[77]
- meiste Tore nach den ersten 9 Spieltagen: 10 (Omar Marmoush, 2024/25, Stand: 11. Spieltag 2024/25)[78]
- meiste Tore nach den ersten 10 Spieltagen: 11 (Omar Marmoush, 2024/25, Stand: 11. Spieltag 2024/25)[79]
- meiste Tore nach den ersten 12 Spieltagen: 13 (Omar Marmoush, 2024/25, Stand: 12. Spieltag 2024/25)[80]
- meiste Tore nach den ersten 16 Spieltagen: 14 (Omar Marmoush, 2024/25, Stand: 12. Spieltag 2024/25)[81]
- meiste Tore nach einer Hinrunde: 15 (Omar Marmoush, 2024/25, Rekordwert nach 16 Spieltagen erreicht, Stand: 17. Spieltag 2024/25)[82][81]
- meiste Spiele in Folge mit Torerfolg: 7 (Anthony Yeboah, 1993, Stand: 16. Spieltag 2024/25)[83]
- meiste Spiele ohne Gegentreffer: 2 Torhüter (je 61× ohne Gegentreffer, Stand: 34. Spieltag 2024/25)[84]
  - Kevin Trapp
  - Peter Kunter